# Ungarsk eg
Ungarsk eg (Quercus frainetto) er et stort, løvfældende træ med en opret og senere afrundet, kuplet vækst. Stammen er ret og gennemgående med opstigende eller senere vandret udstående, kraftige hovedgrene. Gamle grene kan blive overhængende. Træet er tilpasset tørke og varme, og det gør det egnet som bytræ.

## Beskrivelse
Barken er først gulgrå med bløde hår. Senere bliver den lyst gråbrun, og til sidst er den furet med små kamme. Knopperne sidder spredt, og de er ægformede og lyst gråbrune med mange skæl. I udspringet er de røde. 
Bladene er omvendt ægformede med hel rand og dybt indskårne lapper, hvoraf de største er lidt hængende. Oversiden er friskt grøn og blank, mens undersiden er hårdækket og grålig. Høstfarven er gulbrun (visse individer får røde blade). Blomstringen sker under løvspringet (maj-juni), hvor de hanlige blomster ses som smalle rakler, mens de hunlige er knapt synlige og skjult i løvet. Frugterne er nødder (agern).
Rodsystemet består af en dybtgående hovedrod med kraftige siderødder. 
Højde x bredde og årlig tilvækst: 20 x 12 m (30 x 20 cm/år).

## Hjemsted
Træet forekommer naturligt på Balkan og Lilleasien samt i Syditalien på sur, tung og meget tør jordbund. I det sydlige Slovakiet findes artsrige skovstepper på frugtbar löss. Her vokser arten sammen med bl.a. almindelig korsved, almindelig liguster, bakkestilkaks, bjergstenfrø, blød lungeurt, duneg, Festuca rupicola (en art af Svingel), frynseeg, hunderose, hvid diktam, Iris variegata (en art af iris), kirsebærkornel, knoldet løvehale, navr, pilealant, pilebladet vortemælk, slåen, smalbladet rapgræs, småbladet elm, stilkeg, storfrugtet røn, vintereg, våradonis og ædelkortlæbe